# واش‌وار
واش‌وار (به مجاری:  Vasvár) شهری در مجارستان، استان واش با ۵۵٫۱ کیلومترمربع مساحت و ۳٬۹۴۶ نفر جمعیت است. نام شهر برگرفته از ترکیب Vas (آهن) و vár (قلعه) است.

## خواهرخوانده
شهرهای تسگلد، هتسگ و باردی خواهرخواندهٔ واش‌وار هستند.